# Brachiaria umbratilis
Brachiaria umbratilis är en gräsart som beskrevs av Diana Margaret Napper. Brachiaria umbratilis ingår i släktet Brachiaria och familjen gräs. Inga underarter finns listade i Catalogue of Life.